# Amplicephalus aurantiacus
Amplicephalus aurantiacus är en insektsart som beskrevs av Rauno E. Linnavuori och Delong 1979. Amplicephalus aurantiacus ingår i släktet Amplicephalus och familjen dvärgstritar. Inga underarter finns listade i Catalogue of Life.